# Румен Занков
Румен Занков е бил зам. председател на Българска евролевица и Български социалдемократи в периода 2000 -2006 г. и говорител на Металургичния комбинат „Кремиковци“ в периода 2006 – 2008 г.
Журналист, главен редактор на вестници и издания. От 2009 г. безпартиен.